# Franchise Prequel
«Franchise Prequel» es el cuarto episodio de la vigesimoprimera temporada de la serie de televisión animada estadounidense South Park. El episodio 281 de la serie se emitió por primera vez en Comedy Central en los Estados Unidos el 11 de octubre de 2017.
Este episodio parodia el Universo Cinematográfico de Marvel y la difusión de noticias falsas a través de sitios como Facebook y al mismo tiempo sirve como introducción al lanzamiento del videojuego South Park: The Fractured But Whole. Recibió opiniones mixtas de los críticos.

## Argumento
Eric Cartman y sus compañeros de clase planean lanzar una franquicia de superhéroes con una serie original de Netflix para sus alter ego «Coon and Friends», pero son difamados por noticias falsas en Facebook que los acusan de quemar la bandera estadounidense y participar en diversos actos sexuales. lo que daña su reputación. Los chicos descubren que Butters Stotch está detrás de esto, pero él se niega a detenerse, ya que se involucra en esta actividad bajo la apariencia de su identidad de supervillano, el Profesor Caos, y ha iniciado una empresa para difundir noticias falsas con fines de lucro. Un miembro del personal de Netflix le dice a Cartman que no pueden aprobar su serie hasta que se elimine de Facebook el problema de la información dañina sobre ellos.
Preocupados por las historias falsas, los padres de los niños deciden invitar al presidente y director ejecutivo de Facebook, Mark Zuckerberg, a una asamblea municipal para que pueda brindar información sobre el asunto. Durante su discurso, no aborda las preocupaciones de los ciudadanos, sino que desestima sus quejas y pretende desviar sus intentos de «bloquearlo» hablando y moviéndose al estilo de las técnicas de bloqueo de las películas de artes marciales. Después de la fallida asamblea, continúa irritando a la gente del pueblo al aparecer sin ser invitado en sus casas y vehículos, apareciendo en restaurantes para comer la comida de la gente y actuando como si la propiedad de todos los demás fuera suya. La gente del pueblo se queja ante la policía por su comportamiento, quien informa al público que no pueden interferir con las acciones de Zuckerberg porque lo invitaron a la ciudad y lo dejaron entrar en sus vidas.
Cuando Coon y sus amigos se enfrentan a Butters en su sede, aparece Zuckerberg, a quien Butters le pagó para protegerlo, evitando que Coon y sus amigos eliminen la información difamatoria de Facebook. Cartman luego idea un plan: él y los otros chicos lo atacan frente a los demás habitantes, quienes los animan. Zuckerberg contraataca, golpeando a los niños, pero Cartman lamenta públicamente que sus aliados simplemente estuvieran protestando en nombre de grupos perseguidos como los negros y los discapacitados, e informa a Zuckerberg que el video de él golpeando a los niños se está transmitiendo en Facebook Live. Zuckerberg entra en pánico y cierra el sitio para evitar que el video se propague más, poniendo fin al plan de Butters.
El padre de Butters, Stephen, arrastra a Butters a la oficina del presidente ruso Vladímir Putin en Moscú, donde reprende airadamente a Butters por lo que ha hecho, y luego le hace lo mismo a Putin por haberle dado la idea en primer lugar. Los chicos ahora pueden continuar con su plan de franquicia, pero luego se separaron por desacuerdos relacionados con el calendario de lanzamiento de la franquicia.

## Recepción
Jesse Schedeen del sitio IGN calificó al episodio un 8 de 10, y comentó que: «Si bien no es el episodio más fuerte de la temporada por el momento, “Franchise Prequel” sirve como una agradable introducción al videojuego The Fractured But Whole y también satiriza las recientes controversias de Facebook. Este episodio podría haber hecho un poco más con su parodia de Mark Zuckerberg, el regreso del Professor Chaos, la crítica mordaz de las noticias falsas y los adultos que lo leyeron y el terrible final más que compensaron cualquier problema».
Dan Caffrey del sitio The A.V. Club calificó al episodio un C+, indicó que «Al final, “Franchise Prequel” toma algunas críticas oportunas del plan de lanzamiento bizantino de Marvel para su universo cinematográfico, así como nuestra propia complicidad en el problema de las noticias falsas al depender tanto de Facebook para empezar. Pero ninguno de esos elementos más que una escena. La mayor parte del episodio se centra en los chicos que fingen ser superhéroes, lo que supongo es un excelente comercial de videojuegos».
Jeremy Lambert del sitio 411 Mania calificó un 5 sobre 10 y comentó que «Es difícil juzgar “Franchise Prequel” dado que está 100 por ciento vinculada al lanzamiento del videojuego South Park: The Fractured But Whole. Algunas de las cosas que parecían salir de la nada y sin sentido en el episodio de esta noche pueden tener sentido una vez que veamos a través de toda la historia del juego». También añadió que el episodio «Puede ser una precuela del juego o puede ser un anuncio de 30 minutos (con anuncios) para el juego. De cualquier manera, no se sentía como su episodio regular y normal de South Park».